# Alice Butaud

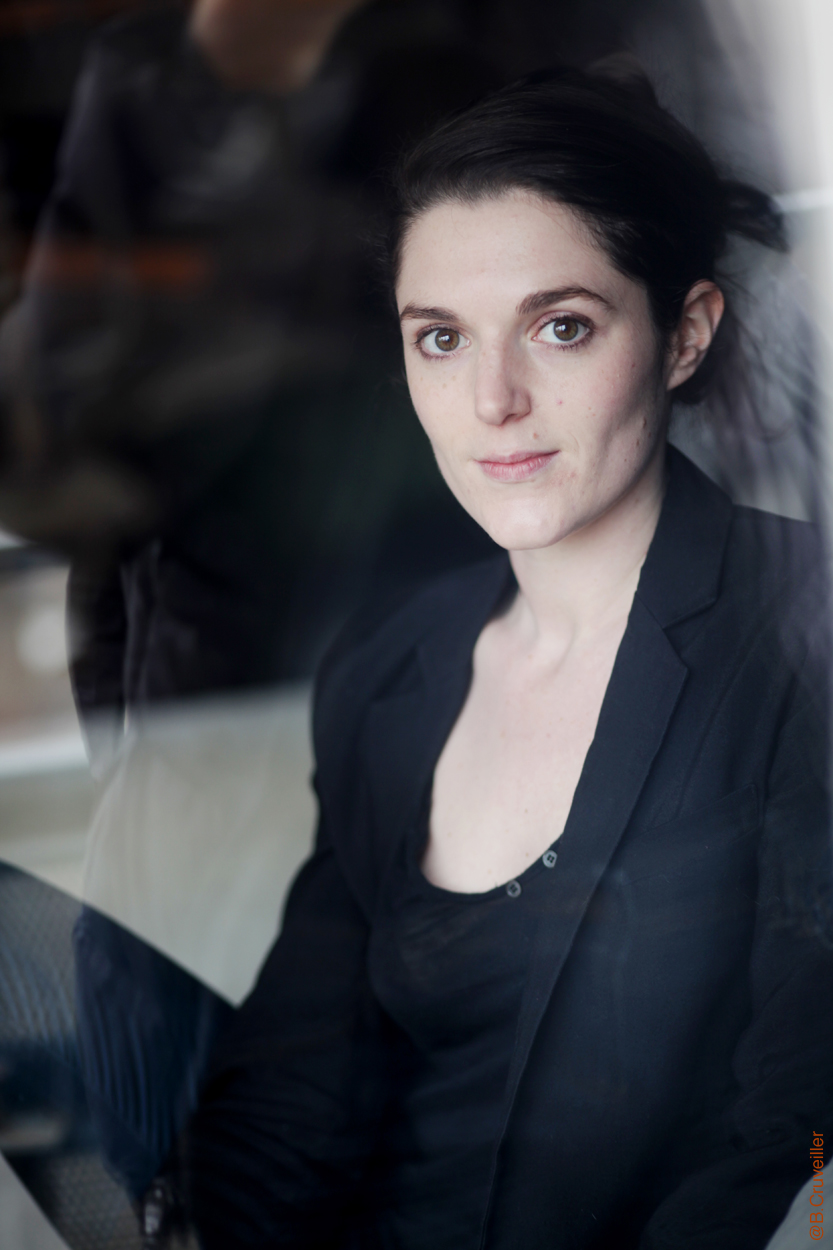
Alice Butaud (2013)

Alice Butaud (* 30. November 1983 in Boulogne-Billancourt, Île-de-France) ist eine französische Schauspielerin.

## Leben
Alice Butaud studierte Schauspiel an der École Claude Mathieu in Paris. Seit 2005 ist sie regelmäßig sowohl in Fernseh- als auch in Filmproduktionen zu sehen, wobei sie in Spielfilmen wie Chanson der Liebe und Simon Werner fehlt lediglich kleinere Nebenrollen bekleidete.

## Filmografie (Auswahl)
- 2006: In Paris (Dans Paris)
- 2007: Chanson der Liebe (Les chansons d’amour)
- 2008: Versailles
- 2008: Das schöne Mädchen (La belle personne)
- 2008: Adrien (TV)
- 2009: Non ma fille, tu n’iras pas danser
- 2010: Simon Werner fehlt (Simon Werner a disparu …)
- 2010: Mit erhobenen Händen (Les mains en l’air)
- 2011: Tod nach Ritual (Rituels meurtriers) (TV)
- 2012: Je fais feu de tout bois
- 2012–2015: The Returned (Les revenants, Fernsehserie)
- 2012: Berthe Morisot (TV)
- 2015: Un Français
- 2016: Der durch die Wand geht (Le passe-muraille) (TV)
- 2017: Diane a les épaules
- 2024: Jane Austen und das Chaos in meinem Leben (Jane Austen a gâché ma vie)